# Podocotyle olssoni
Podocotyle olssoni är en plattmaskart. Podocotyle olssoni ingår i släktet Podocotyle och familjen Opecoelidae. Inga underarter finns listade i Catalogue of Life.